# Johann Jakob Tanner (Jurist)
Johann Jakob Tanner (* 9. Oktober 1865 in Wolfhalden; † 21. Januar 1939 in Herisau; heimatberechtigt in Herisau) war ein Schweizer Jurist und Politiker aus dem Kanton Appenzell Ausserrhoden.

## Leben
Johann Jakob Tanner war ein Sohn von Johann Jakob Tanner, Müller und Bäcker, und Elise Tobler. Im Jahr 1892 heiratete er Hermine Niederer, Tochter von Johannes Niederer, Bauer und Gemeinderat in Wald. Eine zweite Ehe ging er mit Meta Rosalia Sidler, geschiedene Müller, Tochter des Alois Sidler, ein. Nach dem Wegzug des Vaters 1870 musste Tanner als Fädler zum Familieneinkommen beitragen. Von 1880 bis 1882 besuchte er die Kantonsschule in Trogen und ab 1882 bis 1885 das Lehrerseminar in Kreuzlingen. Von 1888 bis 1892 und in den Jahren 1903 und 1904 studierte er Recht in Bern und Lausanne. 1904 erwarb er das Doktorat in Rechtswissenschaften. Tanner arbeitete von 1885 bis 1888 als Primarlehrer in Sool. Ab 1892 bis 1898 war er Sekretär der Ausserrhoder Kantonskanzlei und eröffnete danach eine eigene Anwaltskanzlei in Herisau. Er war von 1898 bis 1903 im Gemeinderat. Von 1899 bis 1903 und ab 1905 bis 1921 amtierte er als Kantonsrat. Er sass von 1906 bis 1908 im Revisionsrat. Von 1908 bis 1919 versah er das Amt als Oberrichter, 1910 bis 1914 als Präsident. Als Ausserrhoder Regierungsrat stand er von 1921 bis 1931 der Erziehungsdirektion vor. Tanner gründete 1906 eine kantonale Demokratische Partei. Er war Mitglied der Freimaurerloge Concordia.